# Istiklal Caddesi
Istiklal Caddesi (česky Istiklalská třída či Třída nezávislosti) je jedna z nejznámějších ulic v Istanbulu. 13. listopadu 2022 na ulici vybouchla bomba a zranila 81 osob.

## Popis
Ulice se nachází ve čtvrti Beyoğlu, vede zhruba od Taksimského náměstí ke Galatské věži. Je známá jako velmi významné obchodní korzo s mnoha obchody prodávající různé druhy zboží. Denně tudy projdou tři miliony lidí. Není přístupná pro automobilový provoz; je upravena jako pěší zóna. Od konce 90. let 20. století tu je zavedena linka historické tramvaje. Za dob Osmanské říše se nazývala Cadde-i Kebir (velká třída), vzhledem k tomu že Istanbul býval tureckou metropolí tu sídlily i zastupitelské úřady mnoha zemí. Po založení republiky v roce 1923 získala své dnešní jméno, podle války za nezávislost.